# CS Marítimo
Club Sport Marítimo je portugalský fotbalový klub z ostrova Madeira, který byl založen v roce 1910 ve Funchalu. Je to jeden z předních klubů Portugalska a je široce znám po většině portugalsky mluvících zemích. Kvůli dominanci klubů z Lisabonu a Porta je často stavěn až do druhého sledu portugalského fotbalu. V současnosti klub hraje nejvyšší portugalskou soutěž – Primeira Ligu. Zatím jediný titul mistra Portugalska získalo Marítimo v roce 1926. Nyní se pravidelně účastní předkol Evropské ligy a pro evropský fotbal vychovalo hráče jako jsou Pepe z Realu Madrid, Danny ze Zenitu Petrohrad nebo bývalý hráč FC Porto a Evertonu Nuno Valente.

## Úspěchy
| Soutěž                             | Účasti | Tituly | Sezóny |
| ---------------------------------- | ------ | ------ | --- |
| Regionální                         |        |        | |
| \| Mistrovství Madeiry             | 56     | 35     | 1916–17; 1917–18; 1921–22; 1922–23; 1923–24; 1924–25; 1925–26; 1926–27; 1928–29; 1929–30; 1930–31; 1932–33; 1935–36; 1939–40; 1940–41; 1944–45; 1945–46; 1946–47; 1947–48; 1948–49; 1949–50; 1950–51; 1951–52; 1952–53; 1953–54; 1954–55; 1955–56; 1957–58; 1965–66; 1966–67; 1967–68; 1969–70; 1970–71; 1971–72; 1972–73. |
| \| Madeirský pohár                 | 65     | 25     | 1946–47; 1947–48; 1949–50; 1950–51; 1951–52; 1952–53; 1953–54; 1954–55; 1955–56; 1958–59; 1959–60; 1965–66; 1966–67; 1967–68; 1968–69; 1969–70; 1970–71; 1971–72; 1978–79; 1980–81; 1981–82; 1984–85; 1997–98; 2006–07; 2008–09                                                                                            |
| Národní                            |        |        | |
| \| Národní mistrovství Portugalska | 13     | 1      | 1925/26 |
| \| Primeira Liga                   | 33     |        | |
| \| Portugalský pohár               | 58     |        | |
| \| Portugalský ligový pohár        | 6      |        | |
| \| Segunda Divisão                 | 7      | 2      | Zona Sul: 1976/77; 1981/82 |
| Mezinárodní                        |        |        | |
| \| Evropská liga UEFA              | 8      |        | |